# Simon Desue
Simon Desue (* 20. August 1991 als Joshua Paul Weißleder in Hamburg) ist ein deutscher Webvideoproduzent, Schauspieler, Musiker und Autor. Sein YouTube-Kanal gehörte zu den meistabonnierten Kanälen in Deutschland.

## Leben
Desue wurde 1991 als Joshua Paul Weißleder in Hamburg geboren. Sein Vater stammt aus der Elfenbeinküste. Im Alter von fünf Jahren lebte Desue dort ein Jahr lang. Als der Bürgerkrieg ausbrach, kehrte er nach Hamburg zu seiner Mutter zurück. Im Juli 2009 eröffnete er den YouTube-Kanal HalfcastGermany. In seinem ersten erfolgreichen Video kritisiert er die Internetplattform SchülerVZ.
2011 hatte Desue Gastauftritte in den Fernsehsendungen Die Schulermittler auf RTL sowie bei taff auf ProSieben. 2013 wirkte er bei Promi Big Brother auf Sat.1 mit. Dort lernte er Reality-Show-Teilnehmerin Natalia Osada kennen, mit der er kurzzeitig liiert war.
2013 berichteten das ZDF und der Spiegel über ihn. Desue hat keine Ausbildung und verdient seinen Lebensunterhalt ausschließlich über YouTube. Er gehört zum YouTube-Netzwerk TubeOne Networks. 2015 spielte er die Rolle des Helmut im Spielfilm Kartoffelsalat – Nicht fragen!.
Im Juni 2016 verließ Desue Köln und zog nach Miami. Von dort aus produzierte er weiterhin Webvideos. 2017 kehrte er mit seiner Freundin, die er in Miami kennengelernt und mit der er dort bereits zusammengelebt hatte, in seine Heimatstadt Hamburg zurück. Ende 2019 wanderte er nach Dubai aus, wo er seitdem lebt.

## Kontroversen
2016 half Desue Leon Machère, bei einem YouTube-Event den YouTuber MiiMii, der Leon Machére des Öfteren wegen seiner Fake-Videos kritisiert hatte, zu verfolgen und ihm die SD-Karte seiner Kamera zu stehlen. Es fielen Aussagen wie: „Wenn hier keine Kinder wären, würden wir dich schlagen“. MiiMii machte das Verhalten der YouTuber in einem Video öffentlich, seine Aussagen konnten durch ein Video und zwei Zeugenaussagen gestützt werden.
Desue veröffentlichte 2019 zwei Videos, in denen er vorgab, sich im Darknet 10.000 Euro zu beschaffen und das Falschgeld bei einer bestimmten Anzahl von Likes für einen Einkauf zu verwenden. Wegen des Verdachts der Vortäuschen einer Straftat wurden in seiner Wohnung 9850 Euro des vermeintlichen Falschgeldes von Ermittlern konfisziert. Anfang 2020 musste Desue sich dafür vor Gericht verantworten. Während des Prozesses am Amtsgericht St. Georg gab Desue an, sein Kanal sei fiktiv und dass seine Videos nur der Unterhaltung dienten. Da ihm keine vorsätzliche Straftat nachgewiesen werden konnte, forderte die Hamburger Staatsanwaltschaft Freispruch. Am 14. Januar 2020 wurde Desue freigesprochen.
Wenige Wochen später fiel Desue mit seiner sogenannten „Instagram University“ erneut negativ auf. Dabei handelte es sich um eine Website, die gegen Bezahlung Online-Kurse anbot. Die Website drehte sich um Desues Luxusleben und das angebliche Konzept, das hinter seinem Erfolg steckt. So vermittelte er etwa in seinem Vorstellungsvideo den Eindruck, dass es ihm jeder gleich tun kann, wenn man sich nur den Zugang zu seinem „geheimen“ Erfolgsrezept erkaufe. Laut Recherchen von Offen un’ ehrlich verbirgt sich zudem hinter der „Instagram University“ durch das Anbieten eines Affiliate-Programms eine Strategie, die dem Betrugsmodell des Schneeballsystems gleicht.
Desue gehörte auch zu den Influencern, die Mitte 2020 für eine Spendenaktion Werbung gemacht hatten, die sich als Fake herausstellte. Die Scheinorganisation hatte versucht, Team Trees und die Arbour Day Foundation zu imitieren, was dazu beitrug, dass die Influencer im Glauben agierten, es handle sich um eine seriöse Spendenorganisation. Mit Hilfe der Fans wurden über die Plattform GoFundMe 10.000 Euro gesammelt. Die Spendenplattform gab später an, das an die Scheinorganisation gerichtete Geld an die Spender zurückzuzahlen.
Der Satiriker Jan Böhmermann kritisierte in einem Beitrag im ZDF Magazin Royale unter anderem, dass deutsche Influencer, zu denen auch Desue gehöre, mit deutscher Reichweite in Dubai Geld verdienen würden, aber keine Steuern zahlen müssten. Außerdem muss in Dubai laut Böhmermann eine Lizenz unterschrieben werden, die verbietet, sich zu religiösen oder politischen Themen oder über Staatsoberhäupter zu äußern. Dubai müsse in Beiträgen ausschließlich positiv dargestellt werden. Hierdurch würde sich Desue einer strengen Zensur eines Unrechtsstaates unterwerfen. Desue hatte, nachdem die Stadt Hamburg rechtlich wegen des Vortäuschens einer Straftat gegen ihn vorgegangen sei, als Grund für die Auswanderung angegeben, er könne in Deutschland nicht frei über den Inhalt seiner Videos bestimmen. Böhmermann warf ihm deshalb eine Doppelmoral vor, weil er in Dubai den Inhalt seiner Videos erst recht nicht frei bestimmen könne und den Schritt wegen seiner eigenen finanziellen Vorteile gegangen sei.

## Filmografie
Filme
- 2014: 3 Türken und ein Baby
- 2015: Kartoffelsalat – Nicht fragen!
- 2015: Bruder vor Luder

Serien
- 2010: Die Schulermittler[5]
- 2013: Das perfekte Promi-Dinner
- 2013: Promi Big Brother
- 2014: Das große TV total Turmspringen 2014
- 2016: Alarm für Cobra 11 – Die Autobahnpolizei

## Diskografie
Neben einigen Parodien veröffentlicht Desue auch eigene Songs:
- 2013: Die Milch
- 2014: Laptop
- 2015: Alive
- 2018: No Money
- 2018: Bettnässer

## Publikationen
- mit Daniel Schmunk: 15: Alle Macht den Teenies. Riva Verlag, München 2014, ISBN 978-3-86883-458-1
- mit Daniel Schmunk: 16: Voll durchstarten! Riva Verlag, München 2014, ISBN 978-3-86883-459-8
- mit Daniel Schmunk: 17: Ein Jahr voller Party, Flirts & Spaß. Riva Verlag, München 2014, ISBN 978-3-86883-460-4
- mit Daniel Schmunk: 18: Endlich Erwachsen! Riva Verlag, München 2014, ISBN 978-3-86883-461-1

## Belege
1. ↑  Steckbrief von Simon Desue. In: broadmark.de. 26. Oktober 2015, abgerufen am 12. Mai 2016.
2. ↑  Top 100 YouTubers in Germany sorted by Subscribers - Socialblade YouTube Stats | YouTube Statistics. Abgerufen am 17. März 2017.
3. ↑  YouTube-Star Simon Desue gesteht vor Gericht: "Mein ganzer Kanal ist fiktiv", tag24.de, 14. Januar 2020, abgerufen am 28. Oktober 2023.
4. 1 2 3  Simon Desue - Steckbrief (Memento vom 21. Oktober 2014 im Internet Archive)
5. 1 2  Nicolai: Simon Desue im Trash-TV auf YouTube, 14. Oktober 2011, abgerufen am 11. Februar 2025 (deutsch).
6. ↑  Desue bei taff. Abgerufen am 16. April 2014.
7. ↑  Desue bei Promi Big Brother. Abgerufen am 16. April 2014.< 2014
8. ↑  Desue und Osada. Abgerufen am 15. April 2014.
9. 1 2  Desue bei SpiegelTV. Abgerufen am 16. April 2014.
10. ↑  Der Fall Desue und Kommerz. Abgerufen am 16. April 2014.
11. ↑  Simon Desue: MEINE NEUE WOHNUNG IN MIAMI auf YouTube, 21. Juni 2016, abgerufen am 11. Februar 2025 (deutsch).
12. ↑  Youtuber Simon Desue ist nach Dubai ausgewandert. 20. Dezember 2019, abgerufen am 14. Dezember 2020.
13. ↑  SIMON DESUE und LEON MACHERE haben mich GEJAGT, BEDROHT und BEKLAUT. Abgerufen am 21. Oktober 2021.
14. 1 2  Freispruch für Youtuber Simon Desue nach Falschgeld-Scherz. In: welt.de. 14. Januar 2020, abgerufen am 28. Januar 2021.
15. ↑  Wegen Falschgeld-Affäre: Jetzt muss Youtube-Star Simon Desue vor Gericht. 10. Januar 2020, abgerufen am 28. Januar 2021.
16. ↑  YouTube-Star Simon Desue gesteht vor Gericht: "Mein ganzer Kanal ist fiktiv". Abgerufen am 28. Januar 2021.
17. ↑  Deutsche Presseagentur: Freispruch für Youtuber Simon Desue nach Falschgeld-Scherz. Die Welt, 14. Januar 2020, abgerufen am 15. März 2025.
18. 1 2 3  Analyse: Die Masche von Simon Desue (Instagram University). Abgerufen am 28. Januar 2021.
19. ↑  "Menschlich gesehen ziemlich widerlich": So holt sich Simon Desue Geld von seinen Fans. Abgerufen am 28. Januar 2021.
20. ↑  Markus Böhm: Buch "Unfollow" von Nena Schink: Instagram, der Seelenverpester. Der Spiegel, abgerufen am 28. Januar 2021.
21. 1 2  Spendenaktion deutscher Youtuber*innen entpuppt sich als Fake. 3. September 2020, abgerufen am 28. Januar 2021.
22. ↑  Spendenbetrug mit dem Klima? „offen un‘ ehrlich“ deckt Fake-Crowdfunding auf – funk. Abgerufen am 28. Januar 2021.
23. 1 2  "I like it": So entlarvt Böhmermann den Influencer-Hotspot Dubai. Abgerufen am 13. Februar 2021.

| Personendaten    | Personendaten                                                |
| ---------------- | ------------------------------------------------------------ |
| NAME             | Desue, Simon                                                 |
| ALTERNATIVNAMEN  | Weißleder, Joshua Paul (wirklicher Name)                     |
| KURZBESCHREIBUNG | deutscher Webvideoproduzent, Schauspieler, Musiker und Autor |
| GEBURTSDATUM     | 20. August 1991                                              |
| GEBURTSORT       | Hamburg                                                      |